# Saab 92
Saab 92 var en svensk personbil tillverkad av Saab. Huvudkonstruktör och drivande kraft bakom projektet var Gunnar Ljungström. Sixten Sason stod för formgivningen. Modellen är försedd med en tvåcylindrig tvåtaktsmotor på 764 cm³ och treväxlad växellåda.
Saab 92 tävlade framgångsrikt i den tidens rally med bland andra Greta Molander bakom ratten.

## Historia

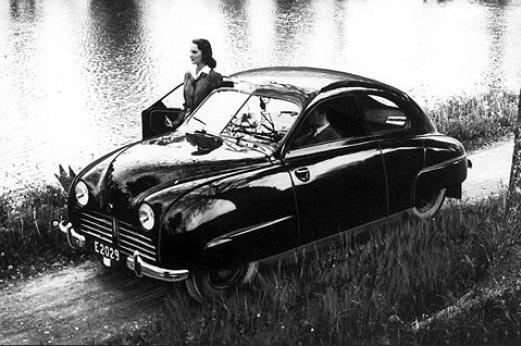
Saab 92, 1947. Många tyckte den puttrade som en kaffekokare.

Prototypen till Saab 92 (92001, "Ur-Saaben") visades för bolagsledningen i Linköping den 4 juni 1946 och serieproduktion startade den 12 december 1949. Utseendet hade då ändrats en del. Den så kallade "ur-Saaben" finns idag att beskåda på Saabs bilmuseum i Trollhättan.
Efter visningen för bolagsledningen beslutade man att ytterligare tre provbilar skulle byggas i det serieutförande man nu beslutat sig för och som innehöll ett antal förändringar jämfört med den första prototypen. Provbil nummer två var färdig i maj 1947 och nummer tre en månad senare. (Man tog enbart fram plåtdetaljer till den tredje provbilen.)
Den 10 juni 1947 premiärvisades den nya bilen för en samling inbjudna journalister i personalmatsalen på Saabs kontor Linköping. Bilen som visades upp för pressen var prototyp nummer två (92002).
Saab 92 var Saabs första personbil, som tillkom ur behovet att behålla de kompetenta konstruktörerna från flygtillverkningen i väntan på nästa uppdrag. Det var en enkel men innovativ konstruktion, inspirerad av dåtidens tankar kring folkbilar kombinerad med erfarenheterna från flygindustrin. En förklaring till att bilen konstruerades så snålt var att man skulle konkurrera på hemmamarknaden mot den planerade Volvo PV 444 och att rykten hade börjat gå om att den nya Volvon skulle säljas till ett mycket lågt pris. Det visade sig senare att ryktena inte stämde, utan Volvon blev mycket dyrare.
Saab 92 hade flera moderna lösningar, som till exempel framhjulsdrift, tvärställd motor, torsionsfjädring, kuggstångsstyrning och självbärande kaross med mycket god aerodynamik, samtidigt som den inte hade någon bagagelucka - av kostnadsskäl samt för att styva upp bakvagnen. Bagaget kom man åt inifrån via baksätet. Kylsystemet saknade vattenpump utan var självcirkulerande (en smart konstruktion, tyckte alla utom de som fick stanna med kokande motor).
Bagagelucka tillkom senare i Saab 92B liksom en rad andra förbättringar av bilen. Till en början fanns bilen enbart i färgen buteljgrön, eftersom Saab hade enorma mängder kvar av den färgen från flygplanstillverkningen under Andra världskriget. Saab 92 efterträddes av Saab 93 1956.

## Tekniska data

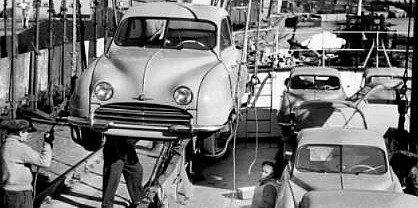
Året är 1954. Saab-bilar av modell 92 lastas på fartyg i Stockholm för export till Finland. Saab 92 var Saabs första serietillverkade bil.

Motor:		rak tvåcylindrig tvåtaktsmotor
- Cylindervolym:	764 cm3
- Borr x slag:	80x76 mm
- Effekt:		25 hk vid 3 800 r/m (1950-53), 28 hk vid 4 000 r/m (1954-56)

Kraftöverföring:
- Tvärställd motor fram, framhjulsdrift
- 3-växlad manuell växellåda, med osynkroniserad 1:a, frihjul, rattspak.

Mått och vikt:
- Längd:		395 cm [3]
- Bredd:		162 cm
- Höjd:		145 cm
- Hjulbas:		247 cm
- Tjänstevikt:	880 kg

Varianter:
- 92A: 	januari 1950 - november 1952. Vagnen hade sealed beam-strålkastare med separata parkeringsljus; röda droppformade bakljus (Zephyr, Chicago Ill); tvådelade stötfångare; batteriet placerat under bagagerumsgolvet; bensintanken placerad längst bak med påfyllningslocket mitt på bakstammen; instrumentbrädan lackerad i grått. Avsaknad av bagagerumslucka gör att bagagerummet endast nås genom att fälla baksätet och stuva in genom ett rektangulärt hål. Reservhjul i ett separat fack under bagagerumsgolvet som nås utifrån.
- 92B: 	december 1952 - december 1956. Bagagerumslucka; större bakruta; batteriet flyttat till motorrummet; bensintanken placerad mellan bakhjulen; förbättrade stolar; fler karossfärger för kunden att välja mellan. Hösten 1953 införs kromlister på skärmarna; nya fälgar; normala strålkastare med inbyggda parkeringsljus; triangulära dragskydd i dörrutornas bakre hörn; inredningen lackad i karossfärgen; motoreffekten höjs hela tre hästar. Hösten 1954 införs rektangulära bakljus. Hösten 1955 införs 93:ans hela stötfångare.

Totalt tillverkades 20 128 Saab 92 av båda varianterna.

## Bilder
En Saab 92, årsmodell 1951, 2-cylindrig 25 hk, renoverad 1967, finns i Motor & nostalgimuseet i Grängesberg.

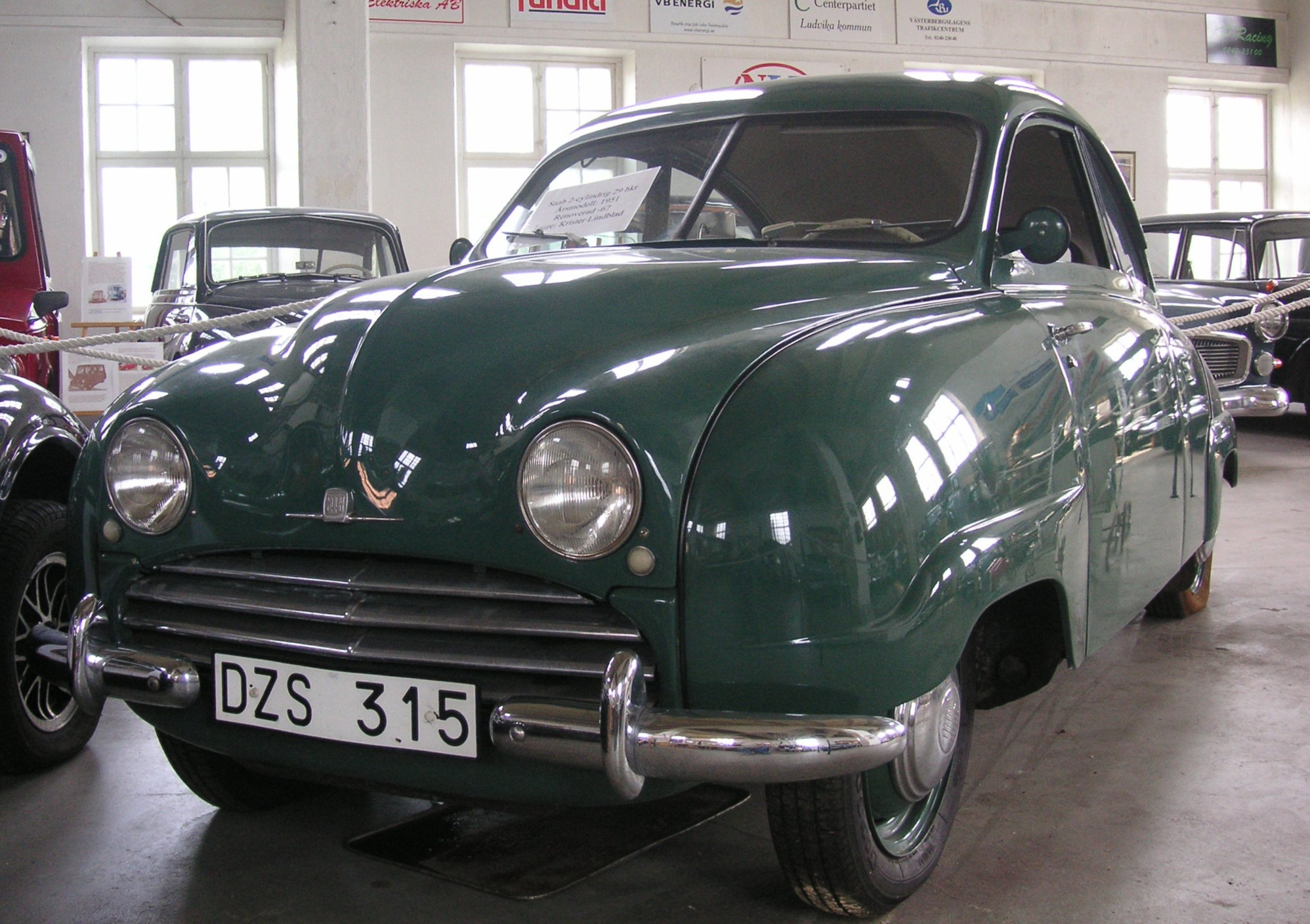
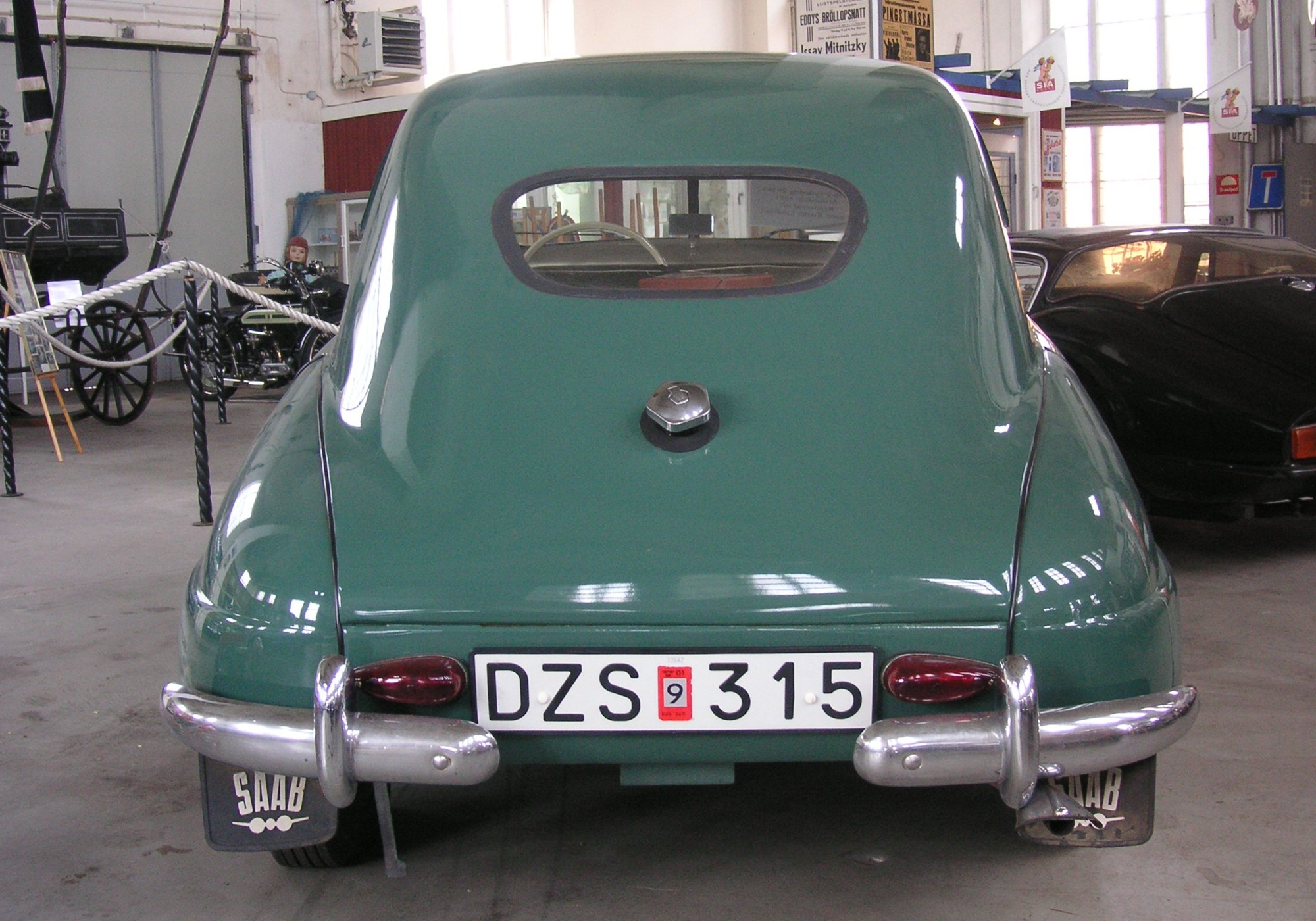
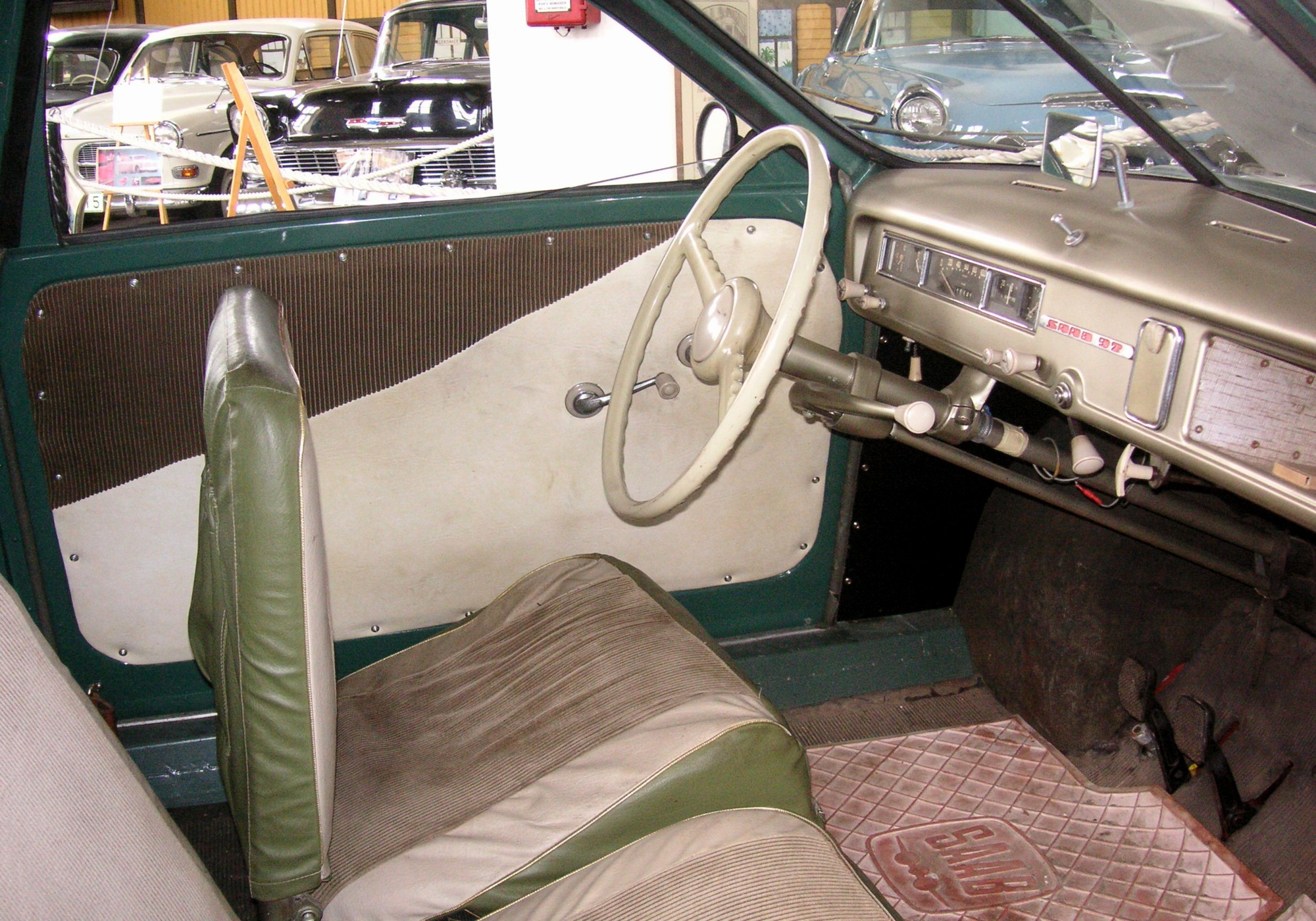
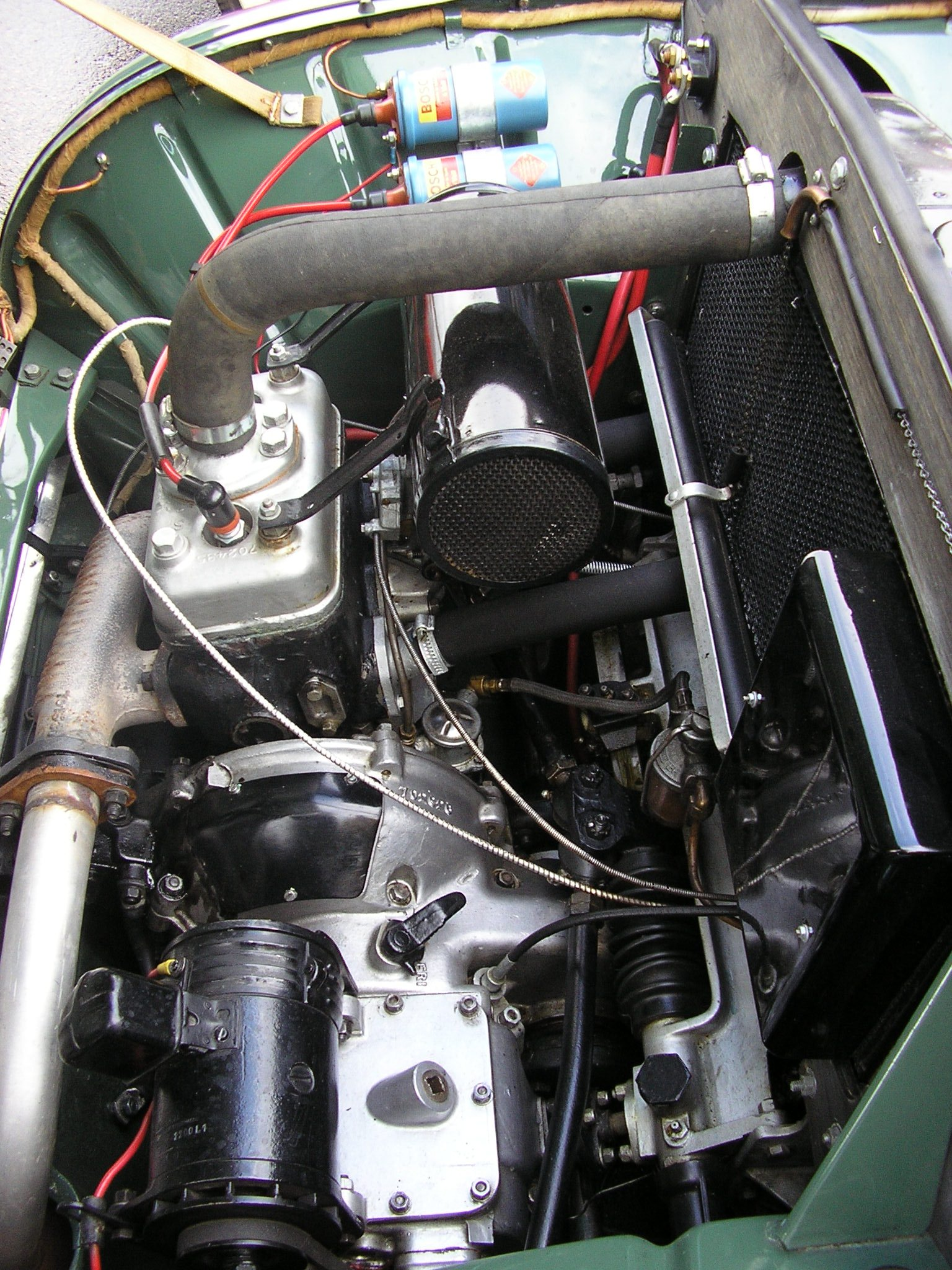

## Smeknamn

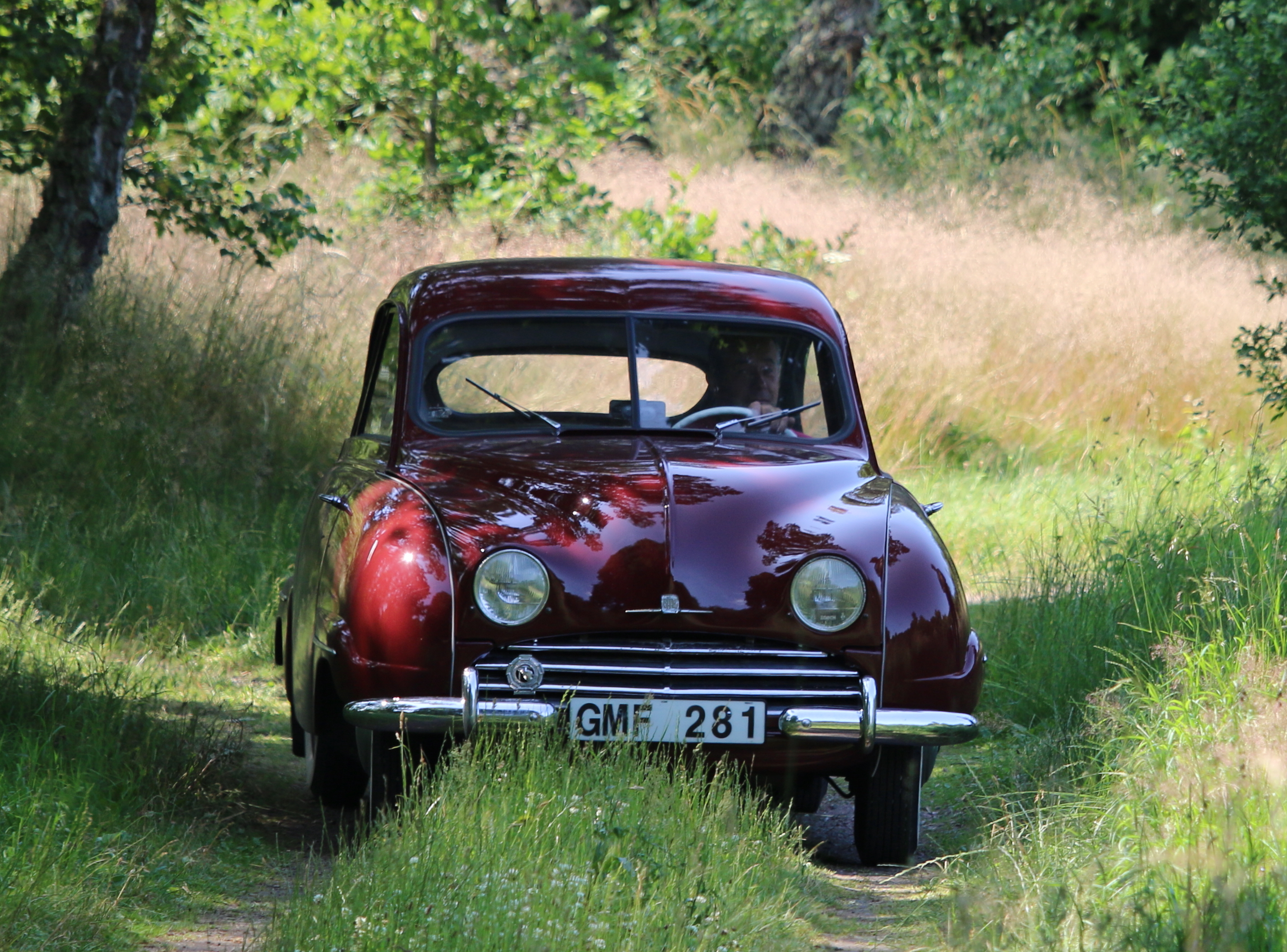
Saab 92 av årsmodell 1955.

Som så många andra bilar från massbilismens barndom begåvades även Saab:s tvåtaktsmodeller med diverse smeknamn av stolta ägare och mer eller mindre imponerade medtrafikanter. Här följer några exempel:
- Trollhättemoped med hänvisning till tvåtaktsmotorn och kanske även prestandan.
- Stallbackamoped som ovan, samt att industriområdet där Saab ligger heter Stallbacka.
- Djungeltrumma åter med tanke på tvåtaktsmotorn och dess karakteristiska ljud.
- Päronhalva med hänvisning till karossformen och den buteljgröna färgen.
- Putt-Putt med hänvisning till tvåtaktsmotorns puttrande.

## Årsmodeller
- 1949 - Tillverkningen startar 1949-12-12 av årsmodell 1950.
- 1950 - Inga större förändringar på årsmodell 1951.
- 1951 - Fr.o.m chassinr 1501 inför man tyska VDO. instrument på årsmodell 1952.
- 1952 - December 1952 lanseras årsmodell 1953. Bilen får större bakruta, baklucka så att man når bagagerummet åtkomligt bakifrån man flyttar även bensintanken, baksätet blir löstagbart samt att batteriet flyttas från bagagerummet till motorutrymmet.
- 1953 - Hösten 1953 lanserar Saab årsmodell 1954. 92:an får prydnadslister på skärmarna, ny förgasare som höjer effekten till dramatiska 28 hk/DIN, fälgarna får ventilationshål.
- 1954 - 54-03-06 tillverkas den 10000:e 92:an samt att fr.o.m sommaren 1954 kan man välja 92:an med soltak. På hösten 1954 lanserar Saab årsmodell 1955. Årsmodell 1955 får små förändringar. Nya bakljus som monteras på bakskärmarna istället för på akterspegeln samt att en elektrisk bränslepump införs.
- 1955 - Hösten 1955 kommer årsmodell 1956 även den med små förändringar. Bilen delar stötfångare med Saab 93 som lanseras i Dec samma år. 92:an tillverkas parallellt med 93:an & 92:an fasas ut under kallenderår 1956.

Tekniska data för årsmodell 1950:
- Motor: Tvärställd 2-cylindrig tvåtaktsmotor.
- Cylindervolym: 764 cc.
- Effekt: 25 hk/DIN vid 4 000 rpm.
- Mått: Längd 3920 mm. Bredd 1620 mm. Höjd 1425 mm. Hjulbas 2470 mm.
- Tjänstevikt: 875 kg.
- Luftmotståndskoefficient 0,35.
- Prestanda: Accelererar 0–80 km/h på 22 sek. Toppfart c.a 100 km/h.
- Pris: 6550 sek (1950).